# Duos habet et bene pendentes

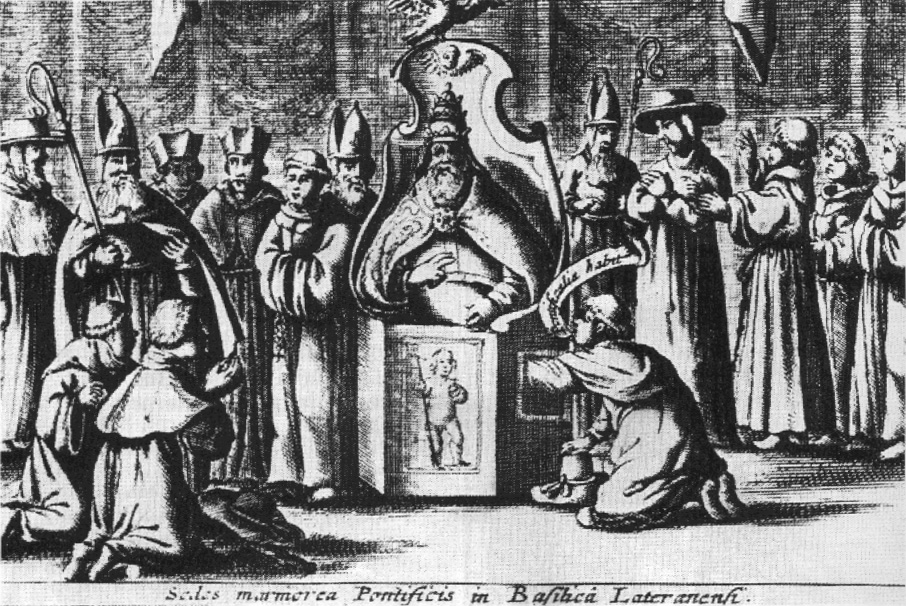
Prueba de masculinidad del papa Inocencio X al asumir el pontificado

Duos habet et bene pendentes» ('tiene dos y cuelgan bien' en latín), abreviado testiculos habet o simplemente habet! es un supuesto proceso en la elección del papa en el que se comprobaba si el elegido tenía atributos masculinos, tras lo cual se decía la frase.
El mito sobre el ritual se creó en relación con una famosa leyenda medieval, el caso de la papisa Juana. Numerosas obras, tanto eruditas como literarias, habían recogido dicha leyenda, en la que supuestamente una mujer se hizo pasar por hombre y pudo ocupar el papado a mediados del siglo IX, durante unos dos años, hasta que en plena procesión desde San Pedro del Vaticano a San Juan de Letrán dio a luz un niño y su engaño se descubrió. Así, a partir de entonces se decía que el candidato a papa debía ser sometido a un control para verificar su sexo. Para ello, presuntamente se sentaría en una silla especial, la sedia stercoraria, con un agujero en el medio por la que se deslizaban los genitales y un joven diácono comprobaría su virilidad. Las versiones cambian sobre si la comprobación era solo visual o mediante el tacto, o si el ejecutante era un diácono o un joven cardenal. Una vez comprobado y enunciada la frase, los asistentes a la ceremonia responderían «Deo gratias» («gracias a Dios»).
Las explicaciones a la leyenda son muy diversas. Unos dicen que el mito fue ideado a partir del apodo de «papisa» que recibió Juan VIII por su debilidad ante la iglesia de Constantinopla. Otros, aseguran que fue por el mismo sobrenombre aplicado a Marozia, la autoritaria amante de Juan XI. Otros piensan en una denominación simbólica de la Iglesia del momento, concebida por algunos como la reencarnación de la prostituta de Babilonia descrita en el Apocalipsis.
No hay pruebas históricas concluyentes para su veracidad, aunque en el arte tengamos varias representaciones de dicha leyenda, como las ilustraciones de Lawrence Banka que muestran la prueba de masculinidad de Inocencio X, papa entre 1644 y 1655.[cita requerida]
En el Museo Vaticano se conserva la famosa sedia stercoraria, expuesta a los visitantes.